# Afroartelida teunisseni
Afroartelida teunisseni är en skalbaggsart som beskrevs av Antonio Vives och Karl Adlbauer 2005. Afroartelida teunisseni ingår i släktet Afroartelida och familjen långhorningar.
Artens utbredningsområde är:
- Swaziland.
- Zimbabwe.

Inga underarter finns listade i Catalogue of Life.